# تپه یحیی‌آباد
تپه یحیی آباد مربوط به سده‌های میانه دوران‌های تاریخی پس از اسلام است و در شهرستان ساوه، بخش مرکز ی، دهستان طرازناهید، روستای یحیی آباد واقع شده و این اثر در تاریخ ۲۶ اسفند ۱۳۸۶ با شمارهٔ ثبت ۲۲۰۷۳ به‌عنوان یکی از آثار ملی ایران به ثبت رسیده است.